# Hochschule für Politik München
Die Hochschule für Politik München (HfP) – Munich School of Politics and Public Policy ist eine institutionell selbständige Einrichtung an der Technischen Universität München, die das Studium der Politikwissenschaft bzw. Politischen Wissenschaft anbietet. Sie ist eine Körperschaft des öffentlichen Rechts, die vom Bayerischen Landtag finanziert wird. Mit dem Ende 2019 ausgelaufenen Diplomstudiengang Politische Wissenschaft wurde der akademische Grad eines Diplomaticus scientiae politicae Universitatis (Dipl. sc. pol. Univ.) von der Ludwig-Maximilians-Universität München verliehen. Mit dem im Wintersemester 2016/17 neu eingeführten Bachelorstudiengang Politikwissenschaft verleiht die neue Trägerin, die Technische Universität München, den akademischen Grad eines Bachelor of Science, mit dem im Wintersemester 2017/18 neu gestarteten Masterstudiengang Politics & Technology den akademischen Abschlussgrad Master of Science. Die HfP wurde 1950 gegründet und hat ihren Sitz im Brienner Forum am Königsplatz.
Im Herbst 2011 stellte sich das Geschwister-Scholl-Institut der LMU gegen die HfP, indem es der Presse mitteilte, nicht mehr für die Vergabe der Diplomgrade verantwortlich sein zu wollen. Daraufhin wurde 2012 vom Bayerischen Landtag ein Unterausschuss gebildet, um ein Zukunftskonzept zu erarbeiten. Die konstituierende Sitzung des Unterausschusses Zukunftskonzept für die Hochschule für Politik (HfP) München fand am 10. Mai 2012 statt. Am 24. November 2014 verabschiedete der Bayerische Landtag das Gesetz zur Neuausrichtung der HfP und übertrug die Trägerschaft an die Technische Universität München. Das Gesetz trat am 1. Dezember 2014 in Kraft. Um die Auswirkungen des technologischen Fortschritts z. B. in den Bereichen Energie, Umwelt, Klimawandel, Big Data, Datensicherheit und Mobilität auf Politik, Gesellschaft und Wirtschaft analysieren zu können, wurden 2016 sieben Professoren an die HfP berufen, die zu den Wechselwirkungen zwischen Technik und Gesellschaft forschen und lehren.

## Geschichte
Die HfP unterliegt nur in Teilen dem Bayerischen Hochschulgesetz. Dies hat historische Gründe: Die Hochschule wurde nach dem Zweiten Weltkrieg auf Veranlassung der US-Besatzungsmacht mit dem Ziel der Reeducation bzw. der Erziehung zur Demokratie gegründet. So sollte die Demokratie im Nachkriegs-Deutschland etabliert werden. Anfangs wurde die Hochschule als Körperschaft des privaten Rechts errichtet (Gründungsdatum: 14. Juli 1950). Am 27. Oktober 1970 wurde sie per Gesetz zu einer „institutionell selbständigen Einrichtung an der Universität München“ (ähnlich einem „An-Institut“ einer Universität). Damit ist sie eine Hochschule, die ihre Rechtsgrundlage in einem eigenen, nur für sie geltenden Hochschulgesetz findet. Obwohl sie eigenständig ist, wurden die akademischen Grade formal von der Ludwig-Maximilians-Universität München verliehen. Seit dem 16. Februar 1981 hat sie den Status einer Körperschaft des öffentlichen Rechts.
Länger schwelende Konflikte zwischen dem Geschwister-Scholl-Institut (GSI) und der HfP kulminierten nach der Emeritierung des HfP-Rektors Peter Cornelius Mayer-Tasch 2011. Die Sozialwissenschaftliche Fakultät der LMU hielt die Lehrinhalte und das Personal der HfP für reformbedürftig und wollte die gesetzlich vorgeschriebene Zusammenarbeit beenden. Davor hatte der Bayerische Landtag gewarnt. Allerdings sah auch der Hochschulausschuss des Bayerischen Landtages Reformbedarf und richtete deshalb einen Unterausschuss zur Reform der HfP ein. Nach dem Willen aller Landtagsfraktionen sollte das Grundkonzept der HfP (berufsbegleitendes Studium und integrationswissenschaftlicher Ansatz) erhalten bleiben.
Durch die Gesetzesänderung vom 24. November 2014 wechselte die HfP als politikwissenschaftliche Einrichtung von der Ludwig-Maximilians-Universität München zum 1. Dezember 2014 in die Trägerschaft der Technischen Universität München. Am 18. Dezember 2014 startete das Berufungsverfahren für die neuen HfP-Professuren. Aus 350 Bewerbungen aus dem In- und Ausland wurden sieben Professoren berufen, die zum 1. März / 1. Juli 2016 ihren Dienst an der Hochschule für Politik München antraten. Im Juli 2016 erfolgte der Umzug der Hochschule für Politik München in ihre neuen Räumlichkeiten im Brienner Forum am Königsplatz. Zum Wintersemester 2016/17 startete der neue Bachelorstudiengang Politikwissenschaft, zum Wintersemester 2017/18 der neue Masterstudiengang Politics & Technology. Beide sind in Voll- und Teilzeit studierbar und bieten eine „vollumfängliche politikwissenschaftliche Ausbildung mit möglicher Schwerpunktbildung in Politikfeldern an der Schnittstelle zwischen Politik und Technik“.

## Studium

### BachelorstudiumPolitikwissenschaft
Seit dem WS 2016/17 bietet die Hochschule für Politik München einen Bachelorstudiengang Politikwissenschaft an.
Im WS 2016/17 waren an der HfP insgesamt 80 Studierende im Bachelorstudiengang eingeschrieben (19 Studierende in Teilzeit). Davon waren 47 männlich und 33 weiblich (Frauenquote 41,25 %). Der Anteil internationaler Studierender betrug 10,00 % (8 Studierende; 7 Nationalitäten).

#### Studieninhalte
Der neue Studiengang beinhaltet neben den klassischen Teilbereichen der Politikwissenschaft, Grundlagenmodule in den Bereichen Wirtschaft und Recht und Module aus den Bereichen der Technik- und Naturwissenschaften, sowie Lebenswissenschaften und Medizin. (z. B. Mobilität, Energie, Big Data, Gesundheit).

#### Studienabschluss
Der Bachelorstudiengang Politikwissenschaft wird mit dem akademischen Grad eines Bachelor of Science (B.Sc.) abgeschlossen.

### MasterstudiumPolitics & Technology
Seit dem WS 2017/18 bietet die Hochschule für Politik München einen Masterstudiengang Politics & Technology an.
Im WS 2017/18 waren an der HfP insgesamt 34 Studierende im Masterstudiengang eingeschrieben (6 Studierende in Teilzeit). Davon waren 20 männlich und 14 weiblich (Frauenquote 41,18 %). Der Anteil internationaler Studierender betrug 44,12 % (15 Studierende; 13 Nationalitäten).

#### Studieninhalte
Bei diesem Studiengang handelt es sich um ein innovatives, inter- und transdisziplinäres Studium in Politikfeldern an der Schnittstelle von Politik und Technik: Es werden nicht nur innovative Inhalte der Politikwissenschaft („Democracy in the Digital Age“, „Governance of Big Transformations: Environmental, Social & Technological Aspects“, „Global Governance, Ethics & Technology“) vermittelt, sondern darüber hinaus auch ingenieur- und naturwissenschaftliche Module der Fakultäten der Technischen Universität München in den Bereichen „Digital Technology“, „Urbanization, Mobility, Energy“, „Social Responsibility and Corporate Governance“ sowie „Economics & Policy“ angeboten.
Begleitet wird das Studium durch ein umfangreiches professorales Mentoringprogramm.

#### Studienabschluss
Der Masterstudiengang Politics & Technology wird mit dem akademischen Grad eines Master of Science (M.Sc.) abgeschlossen.

### DiplomstudiumPolitische Wissenschaft
Ein Studium im Diplomstudiengang kann nicht mehr aufgenommen werden. Begonnene Studien mussten bis zum 31. Dezember 2019 abgeschlossen werden.
Im Wintersemester 2016/17 waren an der HfP insgesamt noch 183 Studierende im Diplomstudium eingeschrieben. Davon waren 104 männlich und 83 weiblich (Frauenquote 44,39 %). Der Anteil internationaler Studierender betrug 16,58 % (31 Studierende; 18 Nationalitäten).

#### Studienaufbau
Das Studium gliederte sich in ein Grund- und ein Hauptstudium, das jeweils in sich abgeschlossen war. Es erstreckte sich auf vier Lehrbereiche: Theorie der Politik, Recht und Staat, Wirtschaft und Gesellschaft, Internationale Politik und neueste Geschichte. Im Grundstudium wurden Grundkurse, Proseminare und Arbeitsgemeinschaften absolviert. Das Hauptstudium sah Vorlesungen und Hauptseminare vor. Außerdem wurden speziell auf das Diplom vorbereitende Seminare angeboten.
Zum Grundstudium wurden auch Bewerber ohne Hochschulreife zugelassen, sofern sie eine Aufnahmeprüfung bestanden. Für das Diplom, mussten sie die allgemeine Hochschulreife (erfolgreiche Abiturprüfung bei Schulen oder Begabtenprüfung) nachholen. Als Vorbereitung hierfür wurden eigene Arbeitsgemeinschaften angeboten.
Das Grundstudium wurde mit einer Diplom-Vorprüfung (für Studenten mit Hochschulreife) oder einer Abschlussprüfung (für Studenten ohne Hochschulreife) abgeschlossen. Das Grundstudium dauerte vier Semester und verlängert sich für Studenten ohne Hochschulreife um zwei Semester. Das Hauptstudium stand nur Studenten mit Hochschulreife offen und dauerte vier weitere Semester.

#### Studienabschluss
Studierende mit Hochschulreife beendeten das Grundstudium mit der Diplom-Vorprüfung und das Hauptstudium mit der Diplomprüfung. Der Student erhielt dadurch den akademischen Grad eines „Diplomaticus scientiae politicae Universitatis“ (Dipl.sc.pol.Univ.) der Sozialwissenschaftlichen Fakultät beziehungsweise zuvor (Dipl.sc.pol.) der Philosophischen Fakultät I der Ludwig-Maximilians-Universität München.

### Gebühren
Die Hochschule für Politik erhebt keine Studiengebühren. Pro Semester ist lediglich der Studentenwerksbeitrag fällig.

### Hochschulgruppen
An der Hochschule existieren momentan drei politische Hochschulgruppen: Die „ALi - Alternative Liste an der HfP“ als überparteiliches Bündnis grüner, sozialdemokratischer und linker Studierender, der CSU-nahe „Ring Christlich-Demokratischer Studenten an der HfP e. V. – RCDS“, sowie „Die überparteiliche Hochschulgruppe“ (ÜHG), die im Mai 2017 von drei Bachelorstudenten gegründet wurde. Nach den Hochschulwahlen im Sommersemester 2016 stellten die Alternative Liste und der RCDS ein Jahr lang jeweils einen Studierendenvertreter. Die Freie Hochschulgruppe (FHG) trat seit 2014 zu dieser Wahl nicht mehr an und löste sich auf. Nach den Hochschulwahlen im Sommersemester 2017 stellten der RCDS und die ÜHG jeweils einen Studierendenvertreter. Seit den Hochschulwahlen im Sommersemester 2018 stellt die ÜHG, die bei den Wahlen 78,43 % aller gültigen Stimmen auf sich vereinigen konnte, beide Studierendenvertreter. Seit den Hochschulwahlen 2019 konnte die ÜHG ihre beiden Sitze erfolgreich mit insgesamt 73,49 % aller gültigen Stimmen verteidigen und stellt somit weiterhin beide Studierendenvertreter.

## Rankings
In einem der umfassendsten weltweiten Rankings, dem Academic Ranking of World Universities (auch „Shanghai-Ranking“) der Jiaotong-Universität Shanghai, belegte die Technische Universität München bzw. die HfP 2023 in der Kategorie Global Ranking of Academic Subjects im Fach Politikwissenschaft deutschlandweit den 6. Platz.
Im CHE-Ranking, welches von der Zeit herausgegeben und als Deutschlands größtes Hochschulranking bezeichnet wird, in dem Fakten und Urteile von 120.000 Studierenden und 3000 Professoren berücksichtigt werden, erhielt die Hochschule für Politik mit ihren beiden Studiengängen sehr gute Bewertungen. Insbesondere das Lehrangebot und die Betreuung für Studierende wurden hervorgehoben.
Die Times vergleicht jährlich weltweit Universitäten und stellt das Times Higher Education World University Ranking (auch „THE-Ranking“) auf. Dabei belegte die Technische Universität München (TUM) als Trägerin der HfP 2025 den 26. Platz weltweit.

## Lehre und Institution

### Publikationen
Die Zeitschrift für Politik, in der neben dem aktuellen politischen Geschehen auch die Theorien und Schriften klassischer Politik- und Sozialwissenschaftler besprochen und erläutert werden, erscheint vierteljährlich.

### Hochschulbibliothek
Die Hochschulbibliothek wurde im Zuge des Umzugs in die TUM-Bibliothek integriert.

### Professoren
An der reformierten HfP lehren derzeit folgende Professoren:
- Lehrstuhl für Digital Governance: Yannis Theocharis
- Lehrstuhl für Environmental and Climate Policy: Miranda Schreurs
- Lehrstuhl für European and Global Governance: Eugénia da Conceição-Heldt
- Lehrstuhl für International Relations: Tim Büthe
- Lehrstuhl für Public Policy, Governance and Innovative Technology: Urs Gasser
- Professur für Computational Social Science and Big Data: Jürgen Pfeffer
- Professur für Global Health: Janina Steinert
- Professur für Global Security and Technology: Katrin Paula
- Professur für Policy Analysis: Stefan Wurster
- Professur für Political Data Science: Simon Hegelich
- Professur für Political Economy: Timo Seidl
- Professur für Political Philosophy and Theory:  Manon Westphal

## Rektoren der Hochschule
- 1950–1954: Franz Fendt
- 1954–1957: Bernhard Pfister
- 1957–1960: Erich Thiel
- 1960–1970: Helmut Kuhn
- 1970–1971: Nikolaus Lobkowicz
- 1971–1972: Georg Stadtmüller
- 1972–2002: Franz Knöpfle
- 2002–2010: Peter Cornelius Mayer-Tasch
- 2010–2014: Rupert Stettner
- 2014–2016: Wolfgang A. Herrmann als kommissarischer Reformrektor[24]
- 2016–2021: Eugénia da Conceição-Heldt[8]
- seit 2021: Urs Gasser[25]

## Bekannte Absolventen und ehemalige Studenten
- Hans Henning Atrott (1944–2018), ehemaliger Geschäftsführer der World Federation of Right-to-die-Societies, Initiator der Sterbehilfe nach dem Zweiten Weltkrieg in Deutschland, Kritiker des Christentums
- Gerhard Bahr, Studienleiter an der Bundesakademie für Sicherheitspolitik
- Dorothee Bär (* 1978), Politikerin (CSU)
- Markus Blume (* 1975), Politiker (CSU)
- Elfriede Bode (1927–2019), Professorin und Gewerkschafterin
- Markus Buchheit (* 1983), Politiker (AfD), Mitglied des Europäischen Parlaments seit 2019
- Wolfgang E. Burhenne (1924–2017), Natur- und Umweltschützer
- Alfred Büllesbach (* 1942), Jurist und ehemaliger Datenschutzbeauftragter von Bremen
- Petr Bystron, Politiker (AfD)
- Christian Deutschländer (* 1978), Journalist
- Bernd Fabritius (* 1965), Bundesvorsitzender des Verbandes der Siebenbürger Sachsen in Deutschland e. V. und Präsident der Weltweiten Föderation der Siebenbürger Sachsen; ehem. Beauftragter der Bundesregierung für Aussiedlerfragen und nationale Minderheiten
- Edgar Forster (* 1944), Unternehmer, Autor und Politiker (SPD)
- Nico Fried, Journalist
- Géza Andreas von Geyr (* 1962), deutscher Diplomat und ehemaliger Vizepräsident des Bundesnachrichtendienstes
- Miriam Gruß (* 1975), Politikerin (FDP)
- Karl-Theodor zu Guttenberg (* 1971), Politiker (CSU)
- Joachim Haedke (* 1970), Politiker (CSU)
- Daniela Haarhuis, Professorin für Menschenrechte und Verfassungsrecht an der Hochschule Düsseldorf
- Nikolaus Hoenning O’Carroll (* 1972), Politiker (Die Grünen)
- Katharina Holzinger, Politikwissenschaftlerin, Prorektorin der Universität Konstanz
- Thomas Holz, Erster Bürgermeister der Gemeinde Kochel am See
- Dieter Janecek (* 1976), Politiker (Die Grünen)
- Marc Kayser (* 1961), Journalist und Schriftsteller
- Herbert Kempfler (* 1931), Politiker (CSU)
- Herma Kennell (* 1944), Schriftstellerin und Malerin
- Franz Kohout (* 1953), Professor an der Universität der Bundeswehr München
- Jakob Kreidl (* 1952), Politiker (CSU)
- Michael Krautzberger (1943–2021), ehemaliger Präsident der Deutschen Akademie für Städtebau und Landesplanung
- Martina Krogmann (* 1964), Politikerin (CDU)
- Ulrich Lohmann, Professor für Sozialverwaltung und -recht an der Alice-Salomon-Hochschule Berlin
- Juliane Lorenz (* 1957), Filmeditorin, Regisseurin, Produzentin und Autorin
- Andreas Lotte (* 1973), Politiker (SPD)
- Harry Luck (* 1972), Journalist und Schriftsteller
- Franz Maget (* 1953), Politiker (SPD)
- Peter Münch, Journalist
- Otto-Peter Obermeier (* 1941), Wissenschaftler, Mitherausgeber der Zeitschrift „der blaue reiter – Journal für Philosophie“
- Jan-Eric Peters (1965), Journalist
- Michael Piazolo (* 1959), Politikwissenschaftler und Politiker (Freie Wähler), Bayerischer Staatsminister
- Ingelore Pilwousek (1933–2014), ehemalige stellvertretende Vorsitzende der Verbraucherzentrale Bayern
- Gerhard Polt (* 1942), Kabarettist und Schauspieler
- Theresia Riedmaier (* 1952), Politikerin (SPD)
- Ralph Rotte (* 1968), Professor an der RWTH Aachen
- Rudolf Schöfberger (1935–2019), Politiker (SPD)
- Jimmy Schulz (1968–2019), Politiker (FDP)
- Stefan Sethe (* 1951), Jurist und Politologe
- Sascha Spoun (* 1969), Präsident der Leuphana-Universität Lüneburg
- Christiane Stenger (* 1987), Gedächtnissportlerin und Autorin
- Ludger Stienen, Professor an der Hochschule Furtwangen
- Edmund Stoiber (* 1941), Politiker (CSU)
- Josef Thesing (* 1937), ehemaliger stellvertretender Generalsekretär der Konrad-Adenauer-Stiftung
- Eleni Torossi (1947–2022), Schriftstellerin
- Friedrich Zeller (1966–2022), Kommunalpolitiker, ehemaliger Landrat und Bürgermeister